# Ismail Petra di Kelantan
Il maggior generale Ismail Petra ibni al-Marhum Sultan Yahya Petra (Kota Bharu, 11 novembre 1949 – Kota Bharu, 28 settembre 2019) è stato sultano di Kelantan dal 1979 al 2010.

## Biografia
Ismail Petra è nato a Kota Bharu l'11 novembre 1949, figlio del sultano Yahya Petra e di sua moglie Tengku Zainab. È stato educato privatamente e presso il Sultan Ismail Coll di Kota Bharu.
L'11 novembre 1967 è stato nominato erede apparente con il titolo di Tengku Mahkota. L'anno successivo è stato assunto come addetto presso la Segreteria di Stato e l'Ufficio territoriale di Kota Bharu.
Dal 21 settembre 1975 al 29 marzo 1979, durante il mandato del padre come Yang di-Pertuan Agong, è stato reggente del Kelantan.
Venne proclamato sovrano di Kelantan il giorno dopo la morte del padre, venendo successivamente incoronato esattamente un anno dopo, il 30 marzo 1980.
Il 14 maggio 2009 venne colpito da un ictus, dando origine a forti preoccupazioni sulla sua capacità di continuare a servire come sultano. Dopo diversi viaggi per cure mediche a Singapore, il 13 settembre 2010 il Consiglio di successione del Kelantan ha proclamato nuovo sultano suo figlio Tengku Muhammad Faris Petra. Tuttavia, gli avvocati di Ismail Petra hanno presentato una petizione alla Corte Federale per far dichiarare incostituzionale la sua deposizione. Muhammad V ha partecipato alla 222ª Conferenza dei governanti, per la prima volta e come membro a pieno titolo, nell'ottobre del 2010. Questo ha segnato il riconoscimento della sua ascesa al trono da parte degli altri sovrani.
Negli ultimi anni della sua vita ha vissuto presso l'Istana Mahkota di Kota Bharu. Scomparve all'ospedale Raja Perempuan Zainab II il 28 settembre 2019 e venne sepolto nel Mausoleo reale del Kelantan.

## Vita personale
L'ex sultano e la sua prima moglie hanno quattro figli:
- Tengku Muhammad Faris Petra;
- Tengku Muhammad Faiz Petra;
- Tengku Muhammad Fakhry Petra;
- Tengku Amalin A'ishah Putri.

Ismail Petra ha avuto anche una seconda moglie, Elia Suhana Ahmad, che ha sposato il 31 dicembre 2007 e da cui ha divorziato il 12 febbraio 2010.